# Sade ibne Abi Uacas
Sade ibne Abi Uacas (em árabe: سعد بن أبي وقاص‎; romaniz.: Sa`d ibn Abī Waqqās; Meca, n. entre 591 e 600 — m.  entre 664 e 675) foi um dos primeiros convertidos ao Islão e um dos mais companheiros mais proeminentes de Maomé (Sahaba). Foi a décima sétima pessoa a converter-se ao Islão quando tinha dezassete anos, em 610 ou 611. É conhecido sobretudo por ter comandado a conquista muçulmana da Pérsia em 636, ter sido governador daquele território, e pelas suas estadias diplomáticas na China em 616 e 651.

## Biografia
Nasceu em Meca em 595, no clã dos Banu Zurá da tribo dos Coraixitas. Era primo de Amina binte Uabe, mãe de Maomé.
| “ | Quando a minha mãe ouviu as notícias do meu Islão, ficou furiosa. Foi ao meu encontro e disse: “Oh Sade! Que religião é essa que tu abraçaste que te afastou da religião da tua mãe e do teu pai...? Por Deus, ou abandonas essa tua nova religião ou eu não vou mais comer ou beber até que morra. O teu coração ficará despedaçado pelo pesar por mim e os remorsos irão consumir-te por causa da tua ação e as pessoas vão censurar-te muito para sempre.” “Não faças isso (tal coisa), minha mãe”, disse eu, "pois eu não renunciaria à minha religião por coisa alguma.” Contudo, ela continuou com a sua ameaça... Durante dias ela não comeu nem bebeu. Emagreceu e ficou fraca. Hora após hora, eu ia perguntar-lhe se queria que lhe levasse alguma comida ou algo para beber mas ela recusava persistentemente, insistindo que não comeria nem beberia até que morresse ou até que eu abandonasse a minha religião. Disse-lhe “`Yaa Ummaah! Apesar do meu grande amor por ti, o meu amor por Alá e o Seu Mensageiro é ainda mais forte. Por Alá, se tu tens mil almas e cada uma parte a seguir à outra, eu não abandonaria esta religião por nada.” Quando ela viu que eu estava determinado, cedeu a contragosto e comeu e bebeu. | ” |
|   | — Relato pessoal de Sade ibne Abi Uacas no versículo 31:14-15 do Alcorão . |   |

### Batalhas com Maomé
Em 614 os muçulmanos estavam a caminho das montanhas de Meca para orarem com Maomé quando um grupo de politeístas se pôs a observá-los. Entretanto começaram a abusar e a brigar com eles. Sade bateu num politeísta e derramou o seu sangue, sendo por isso, alegadamente, o primeiro muçulmano a derramar sangue em nome do Islão.
Combateu na batalha de Badr (13 de março de 624) com o seu irmão mais novo Omeir. Com pouco mais de dez anos, Omeir foi proibido de participar na batalha, mas depois de se debater e chorar, o Profeta deu-lhe autorização para lutar. Sade voltou para Medina sozinho, pois o seu irmão foi um dos catorze muçulmanos mortos na batalha.
Na batalha de Uude (19 de março de 625), Sade foi escolhido como arqueiro juntamente com Zaíde, Saíbe (filho de Otomão ibne Mazum) e outros. Sade foi um dos que lutaram em defesa de Maomé após alguns muçulmanos terem abandonado as suas posições. Maomé elogiou-o como um dos melhores arqueiros daquele tempo. Durante a batalha, o Profeta juntou algumas setas para ele.

### Peregrinação da despedida
Sade caiu durante a Peregrinação da Despedida (a única peregrinação a Meca feita por Maomé). Até então Sade só tinha tido uma filha.
| “ | “Oh Mensageiro de Alá. Tenho riqueza e só tenho uma filha para a herdar. Devo dar dois terços da minha riqueza como Sadaqa?” “Não”, respondeu o Profeta. “Metade, então?”, perguntou Sade e o Profeta disse novamente “não”. “Então um terço?” perguntou Sade. “Sim”, disse o Profeta. “Um terço é muito. De facto, deixares os teus herdeiros ricos é melhor que deixá-los na pobreza, pedindo esmola às pessoas. E (fica sabendo) que o que quer que gastes pela Causa de Alá, serás recompensado por isso, até pelo pedaço de comida que coloques na boca da tua mulher.” | ” |

### Após a morte de Maomé
Durante o califado de Omar comandou o exército do Califado Ortodoxo que combateu o Império Sassânida, nomeadamente nas batalhas de Cadésia (novembro de 636), o Cerco de Ctesifonte (637) e de Niavende (642). Mais tarde foi nomeado governador de Cufa e Négede.
Segundo alguns relatos, apesar de Omar o ter destituídos do cargo de governador, recomendou que o califa que lhe sucedesse restituísse o posto a Sade, pois ele não o tinha deposto devido a deslealdade. Sade foi uma das seis pessoas nomeadas por Omar para o terceiro califado. Depois de eleito califa, Otomão seguiu a recomendação de Omar e nomeou Sade como governador de Cufa.
Segundo a tradição dos muçulmanos chineses, foi Sade quem introduziu o Islão na China em 650, durante o reinado do imperador Gaozong de Tangue, mas não há quaisquer provas históricas de que ele tenha realmente visitado a China.
Durante o reinado do primeiro califa omíada Moáuia I (661–680), Sade é mencionado num dos hádices da tradição omíada de amaldiçoamento de Ali. Foi o último a morrer dos dez companheiros de Maomé a quem este prometeu o paraíso, tendo vivido até 664 ou 675, com 84 anos segundo algumas fontes.

## 2
1. 1 2 3 4 5  «Sa'ad Ibn Abi Waqqas (radhi allahu anhu)». Ahya.org (em inglês). Consultado em 19 de dezembro de 2012. Arquivado do original em 16 de julho de 2011
2. ↑  «An Ill Sahaba, Saad ibn Waqqas, Giving Property In Charity». Sahaba.net (em inglês). Consultado em 19 de dezembro de 2012
3. ↑  Nafziger & Walton 2003, p. 23
4. ↑  Lianmao 2000, p. 99.
5. ↑  Lipman 1998, p. 29.
6. ↑  Lipman 1998, p. 25.
7. ↑  Sahih Muslim, 31:5915. «Translation of Sahih Muslim, Book 31». www.usc.edu (em inglês). Universidade do Sul da Califórnia. Center for Muslim-Jewish Engagement. Consultado em 19 de dezembro de 2012. Arquivado do original em 2 de abril de 2016